# 马尔科·佩特科维奇 (水球运动员)
马尔科·佩特科维奇（羅馬化：Marko Petković，1989年3月3日—），黑山男子水球运动员。他曾代表黑山国家队参加2020年夏季奥林匹克运动会水球比赛，结果队伍获得第八名。